# Urmersbach
Urmersbach est une municipalité allemande située dans le land de Rhénanie-Palatinat et l'arrondissement de Cochem-Zell. Elle est située dans l'Eifel, à environ 2 kilomètres au nord de Kaisersesch et à 10 kilomètres au sud-ouest de Mayen.